# 经济学人信息社
经济学人智库（英語：Economist Intelligence Unit，又譯：經濟學人信息社、經濟學人情报社）是经济学人集团的业务部门，常缩写作EIU。这是一个研究和咨询公司，提供国家、行业和管理分析。它还以国情简介、每月的国别报告、5年国家的经济预测、国家风险报告和行业报告服务闻名，并会每年发表世界最佳居住城市和最佳出生地指数报告。
经济学人智库在全球有270位分析师和撰稿人。该公司在中国的业务集中在北京、上海和香港。其中国大陆的服务称作Access China，提供中国31个省和292个地级市的数据、预测与经济面貌报告，每个月度、季度和年度都有更新。